# Ligne d'Esbly à Crécy-la-Chapelle

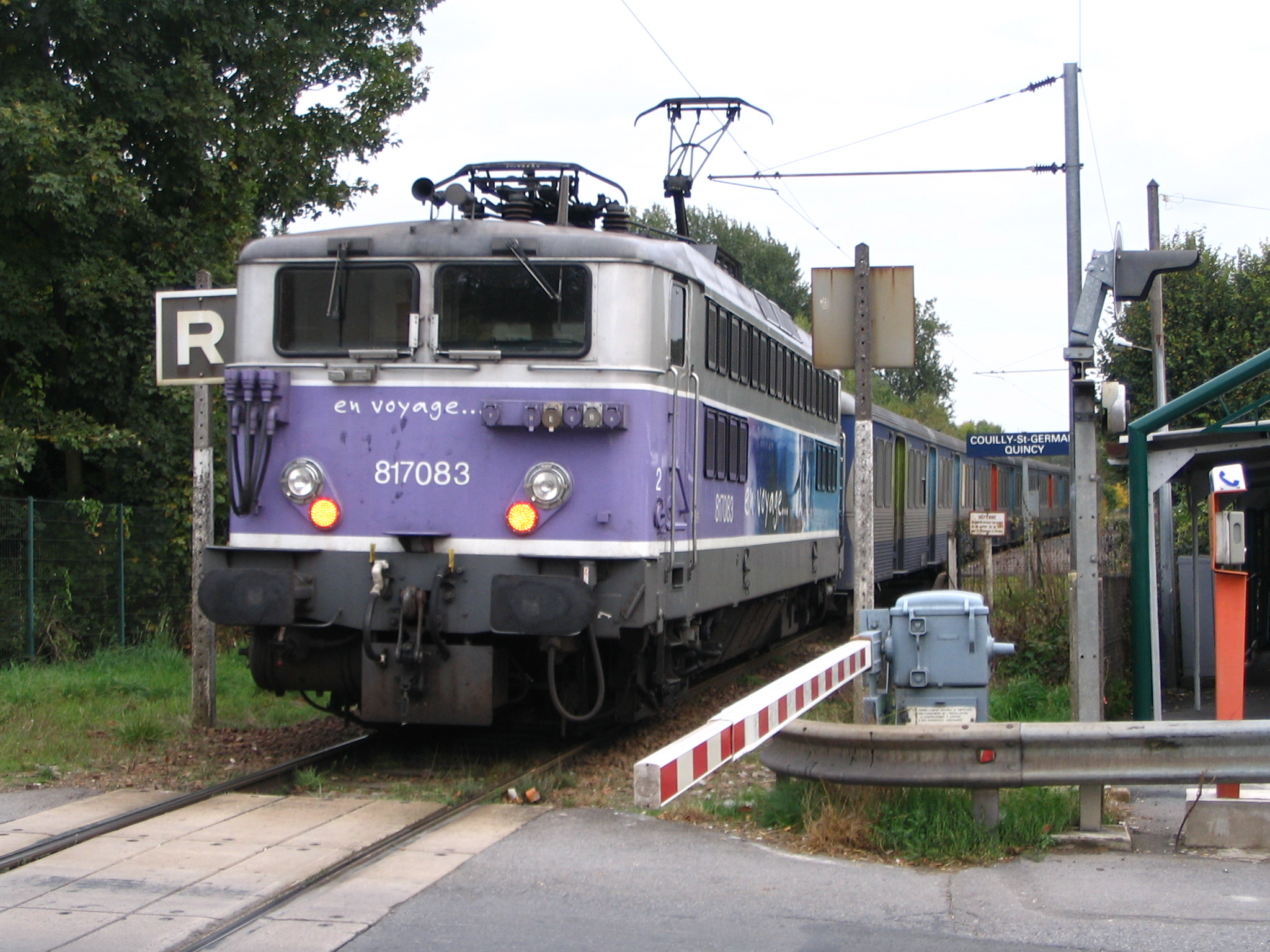
BB 17000, successeur des BB 16500, poussant un segment de RIB, en gare de Couilly - Saint-Germain - Quincy.

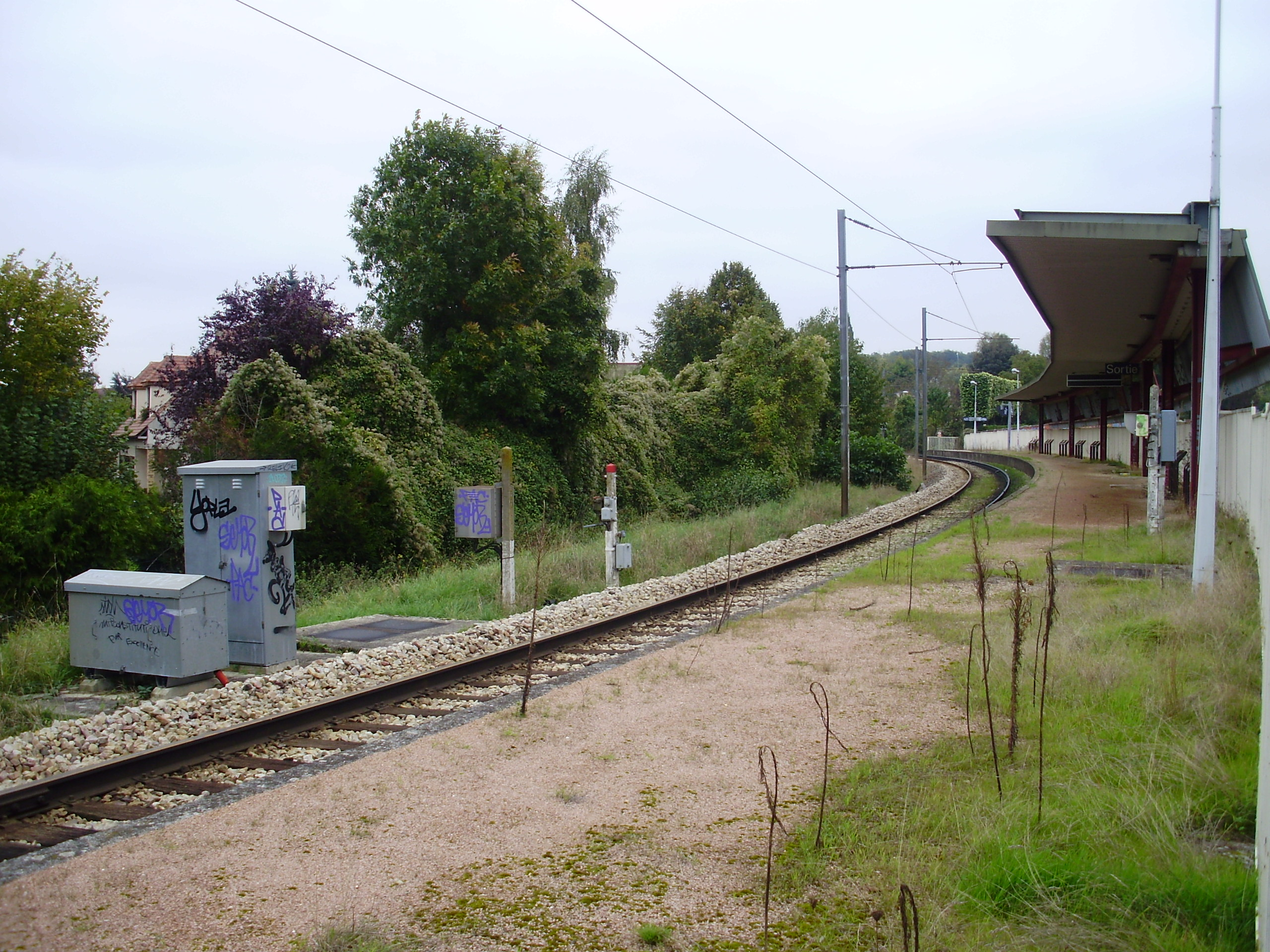
La halte des Champs Forts, après sa fermeture, en octobre 2010.

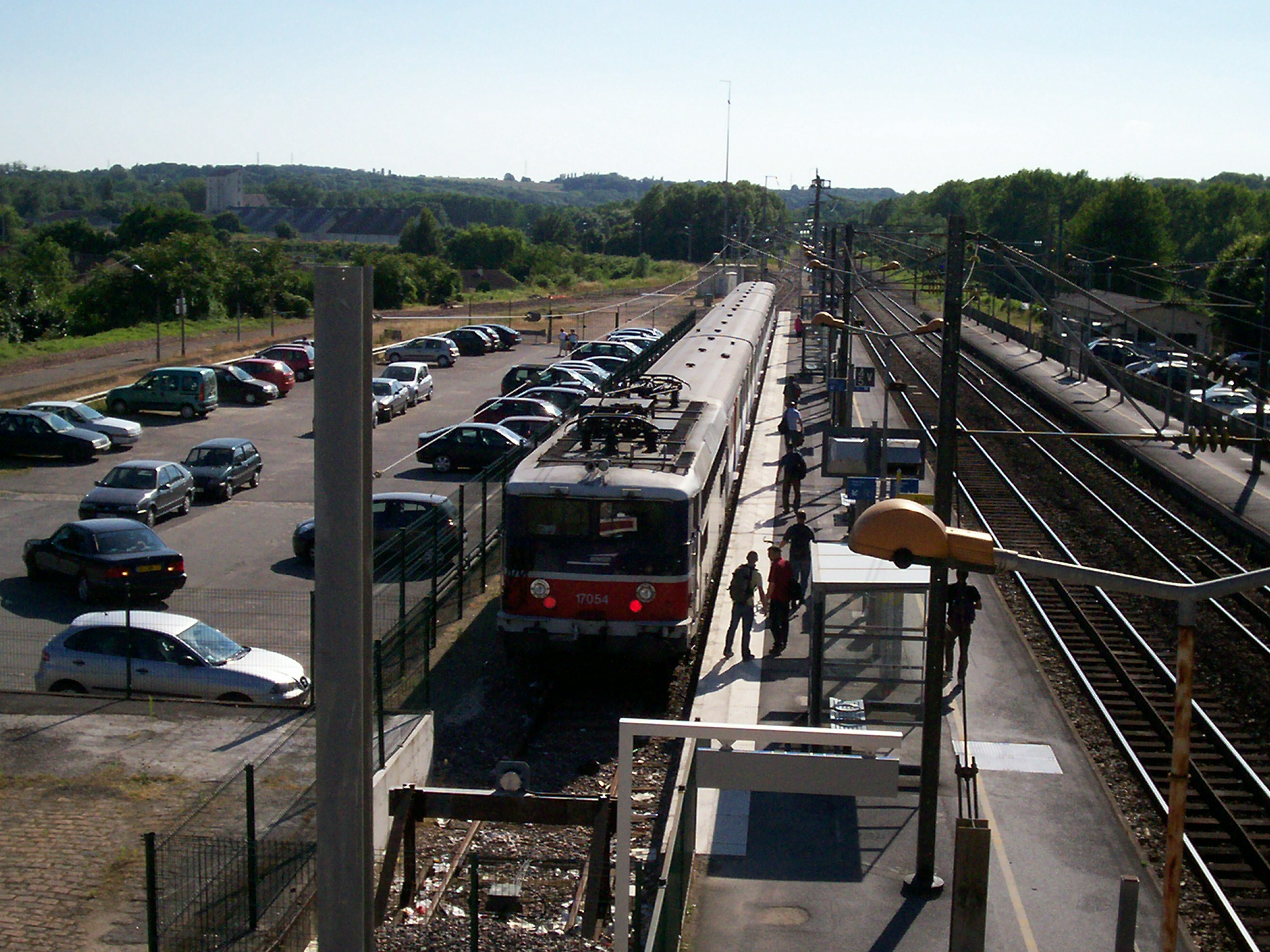
BB 17000 et RIB, en gare terminus d'Esbly.

La ligne d'Esbly à Crécy-la-Chapelle est une ligne ferroviaire française de Seine-et-Marne, en Île-de-France, d'une longueur de près de dix kilomètres. Ouverte en 1902 à voie unique, elle est longtemps rattachée au réseau de banlieue de la gare de Paris-Est (ligne P du Transilien) avec lequel elle est en correspondance en gare d'Esbly. Depuis 2025 elle est exploitée avec du matériel tram-train sous le nom commercial T14.
Elle constitue la ligne no 071 000 du réseau ferré national.

## Histoire

### Le projet
La ligne de Paris-Est à Strasbourg-Ville est ouverte le 5 juillet 1849 de Paris à Meaux via Esbly. Les habitants et élus de la vallée du Grand Morin, d'Esbly à Coulommiers, réclament alors la création d'une ligne secondaire afin de les desservir et d'apporter un développement économique à la vallée.
La ligne d'Esbly à Crécy voit le jour après vingt-trois années d'études, d'expropriations et de contestations. Après la défaite de 1870, le ministère de la Guerre souhaite rendre prioritaire la réalisation de lignes stratégiques pour doubler la ligne entre Paris et Strasbourg vers les frontières de l'Est. Une loi du 17 juillet 1879 arrête une liste de cinq nouvelles voies ferrées d’intérêt général, dont la ligne d'Esbly à Coulommiers fait partie. Les militaires veulent que la nouvelle ligne soit directe de Couilly à Meaux, mais les habitants de la vallée réclament par pétition une correspondance à Esbly, faisant valoir que les Briards seraient plus nombreux à se rendre à Paris qu'à Meaux.
La loi du 17 juillet 1879 (dite plan Freycinet) portant classement de 181 lignes de chemin de fer dans le réseau des chemins de fer d’intérêt général retient en no 20, une ligne « d'Esbly à un point à déterminer sur la ligne de Gretz à Coulommiers entre Farmoutier et Coulommiers ».
En 1882, est enfin présenté et accepté le projet de construction d'une ligne d'Esbly à Coulommiers. La ligne est concédée sous réserve de déclaration d'utilité publique à la Compagnie des chemins de fer de l'Est par une loi le 30 avril 1886. Le 18 août 1893, la déclaration d'utilité publique de la section d'Esbly à Crécy est prononcée par décret, et les travaux commencent en 1895.

### Une nouvelle ligne
La ligne est ouverte le 11 juillet 1902, le lendemain pour les voyageurs. Elle est inaugurée officiellement le 20 juillet, par le député Gaston Menier ainsi que de nombreux élus de la région et des responsables de la Compagnie des chemins de fer de l'Est. La nouvelle ligne compte seize passages à niveau dont sept sont dotés de maisonnettes pour gardes. La gare terminale de Crécy est la première construite en 1902 suivant les nouvelles dispositions architecturales adoptées par la Compagnie de l'Est.

Physionomie des gares au début du vingtième siècle
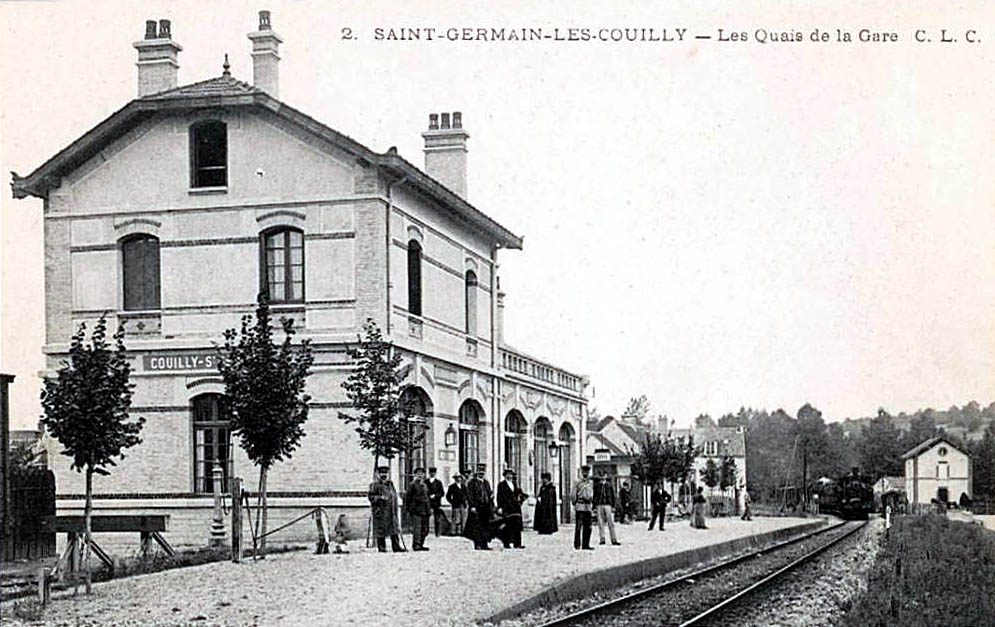
La gare de Couilly - Saint-Germain vers 1905.
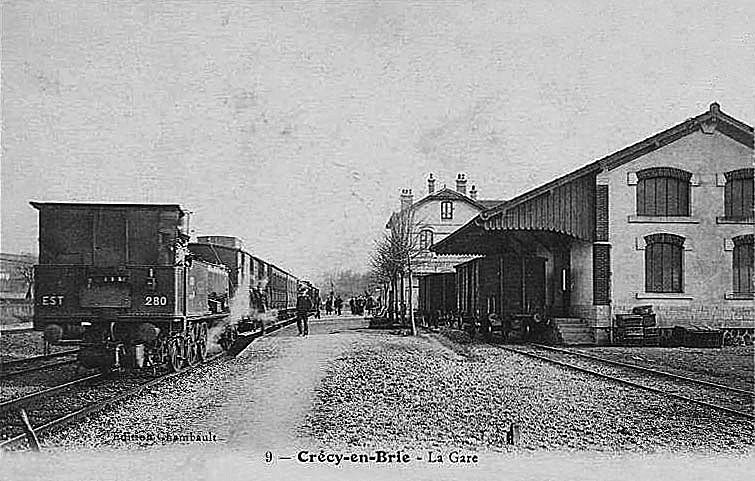
La gare de Crécy-en-Brie, vers 1905.
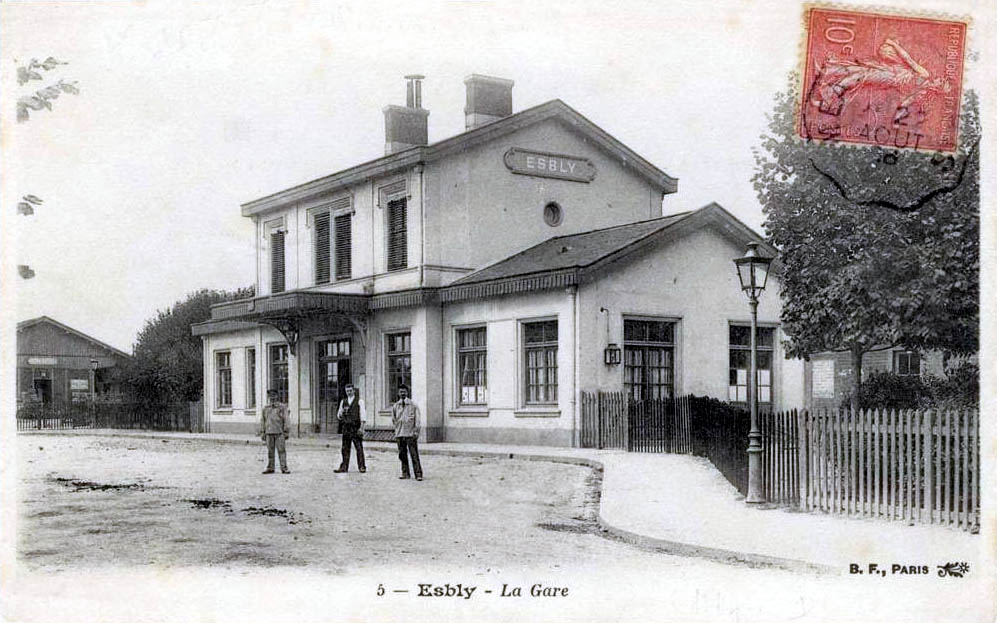
La gare d'Esbly, vers 1908.

Au début du XXe siècle, la traction est assurée par des locomotives à vapeur 120 type 200 de l'Est tractant des voitures en bois ainsi que des voitures Bidel à impériale. Durant les années 1930, des locomotives 131 T Est V 613 à V 666 Série 8 (futures : 1-131 TA 613 à 637 et 647 à 666) remplacent les 120. Après la Seconde Guerre mondiale, elles sont remplacées par des 1-131 TB 1 à 50 tractant des voitures prussiennes à trois essieux.
Jusqu’en 1914, la ligne est desservie à raison de neuf circulations aller-retour entre 5 h 30 et 20 h 30, avec un temps de trajet compris entre 25 et 35 minutes. En 1935, on relève treize circulations, assurant toutes la correspondance, à Esbly, avec les trains de la grande ligne Paris - Strasbourg.
Vers 1942, les Allemands envisagent de faire prolonger la ligne jusqu’à Coulommiers, afin de joindre plus facilement leurs importantes installations de l’aérodrome de Mouroux. Mais le projet est abandonné.
En 1949, les trains à vapeur laissent place à des autorails légers Renault AEK. À la fin des années 1950, des autorails Picasso X 3800 remplacent les AEK vieillissants. Ils assurent la desserte de la ligne jusqu'en 1974 où leur capacité est jugée insuffisante.
Entre 1974 et 1980, une rame réversible Est de quatre voitures, toutes de deuxième classe, est tractée par une locomotive diesel BB 66400 du dépôt de Chalindrey.
En mai 1980, elle est électrifiée en 25 kV alternatif par fil trolley simple. À partir du service d'été consécutif à l'électrification de la ligne, le nouveau service est assuré par une rame réversible inox tractée ou poussée par une BB 16500. Des autocars viennent par ailleurs remplacer les trains aux heures creuses. Ainsi les trains ne circulent plus les dimanches et jours fériés, un service d'autocars de remplacement étant assuré.
Le trafic de marchandises est pour l'essentiel constitué de bois et de fruits. La scierie à vapeur de Liary à Montry expédie de 600 à 700 wagons par an ; la halte de Montry reçoit les récoltes de fruits (pommes, poires, cassis, prunes...) des producteurs de la région, ainsi que de la viande des abattoirs de Couilly. Durant les années 1970, le faible trafic résiduel de marchandises est assuré par un locotracteur Y 7400. La gare de Couilly - Saint-Germain - Quincy, par exemple, réceptionne des eaux et des boissons. La coopérative agricole de Crécy assure toutefois l'essentiel des échanges. Le trafic de marchandises diminue et la voie de débords de la gare de Couilly est finalement déposée. La halle est depuis transformée en garage.
Du 20 au 23 juin 2002, les communes desservies par la ligne d'Esbly à Crécy organisent des manifestations pour la célébration de son centenaire.

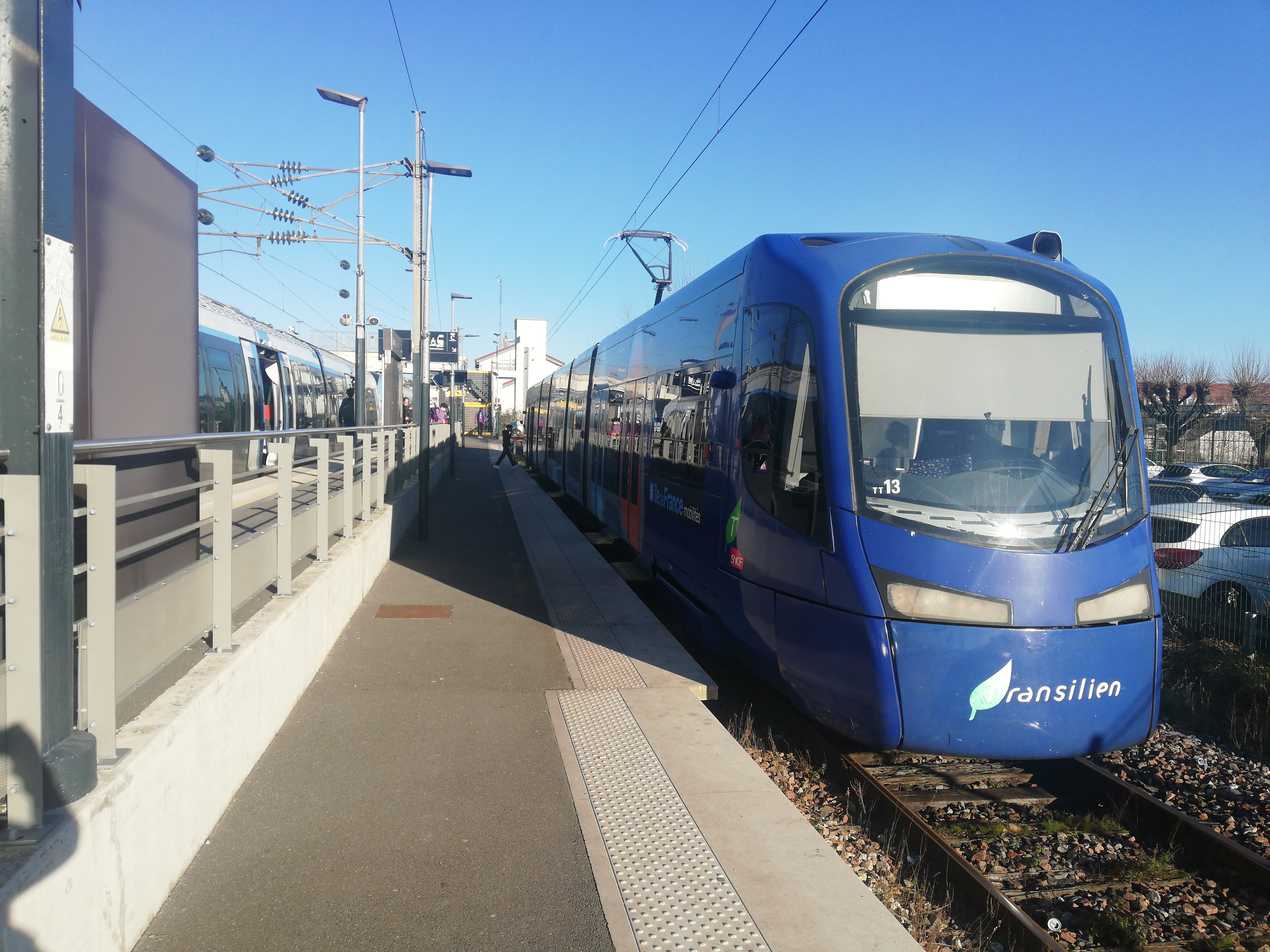
Un Avanto à la gare d'Esbly, en février 2022.

### Desserte par la ligne P du Transilien
Pour des raisons de sécurité, la halte des Champs Forts, ouverte en février 1978, est définitivement condamnée depuis le lundi 29 septembre 2008. En effet, jusqu'à fin septembre 2008, la ligne desservait aussi la gare des Champs-Forts, située entre Esbly et Montry-Condé. Cet arrêt, uniquement effectué uniquement aux heures scolaires,  assurait la desserte du collège Louis Braille d'Esbly, en particulier pour les élèves de Crécy-la-Chapelle, dont la commune ne disposait pas de collège. À la demande de la direction du collège d'Esbly, cette halte a été supprimée, n'ayant plus aucune utilité.[réf. nécessaire]
Le 4 juillet 2011, les rames Avanto de type tram-train, en surnombre sur la ligne T4, ont remplacé les compositions BB 17000+RIB. Jusqu'au 2 septembre 2011, ils ont circulé selon les anciens horaires en vigueur depuis le 12 décembre 2010. Cette exploitation estivale a permis un rodage du matériel et la finalisation de la formation des conducteurs. L'arrivée des Avanto n'a pas été accompagnée de travaux d'amélioration de la ligne ou des gares, la faiblesse du trafic, environ cinq cents voyageurs par jour, ne le justifiant pas.
Depuis le samedi 3 septembre 2011, au terme de la période de rodage estivale, les Avanto sont exploités sur la base des horaires définitifs à raison :
- d'un train toutes les 30 minutes et par sens aux heures de pointe (1 train sur deux direct dans le sens contraire à la pointe) ;
- d'un train par heure et par sens aux heures creuses, les samedis, dimanches et jours fériés.

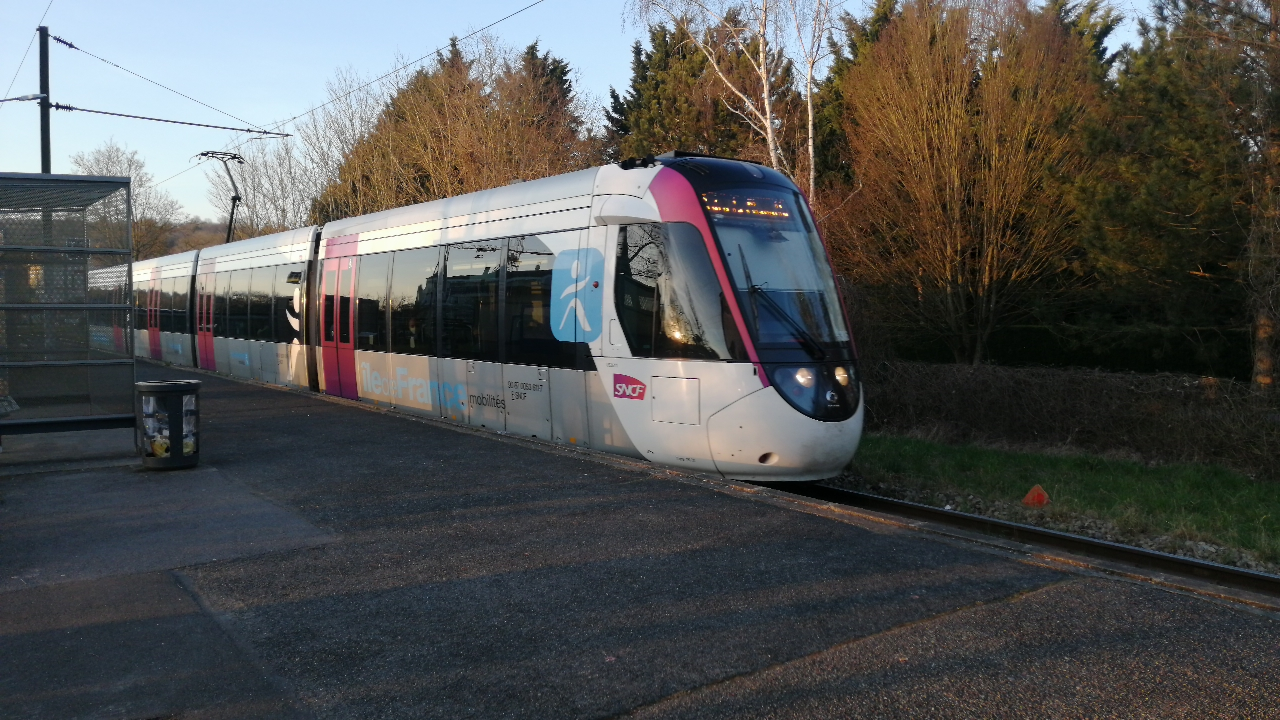
Un Citadis Dualis détaché du T11 à la gare de Couilly - Saint Germain - Quincy, le 10 mars 2022

Les 12 et 19 février 2022, la SNCF réalise des tests de circulation pour remplacer les Avanto par des Citadis Dualis U 53600 et U 53700.
Le 9 mars 2022, les nouvelles rames Citadis Dualis de type tram-train circulant sur le T4 et le T11 ont remplacé les Avanto avec deux objectifs principaux pour la SNCF : améliorer le confort des voyageurs et avoir des trains plus fiables.

### Desserte par la ligne T14 du tramway
Le 22 mars 2025, la ligne est détachée du Transilien P pour être exploitée comme la ligne 14 du tramway d'Île-de-France.

## Infrastructure

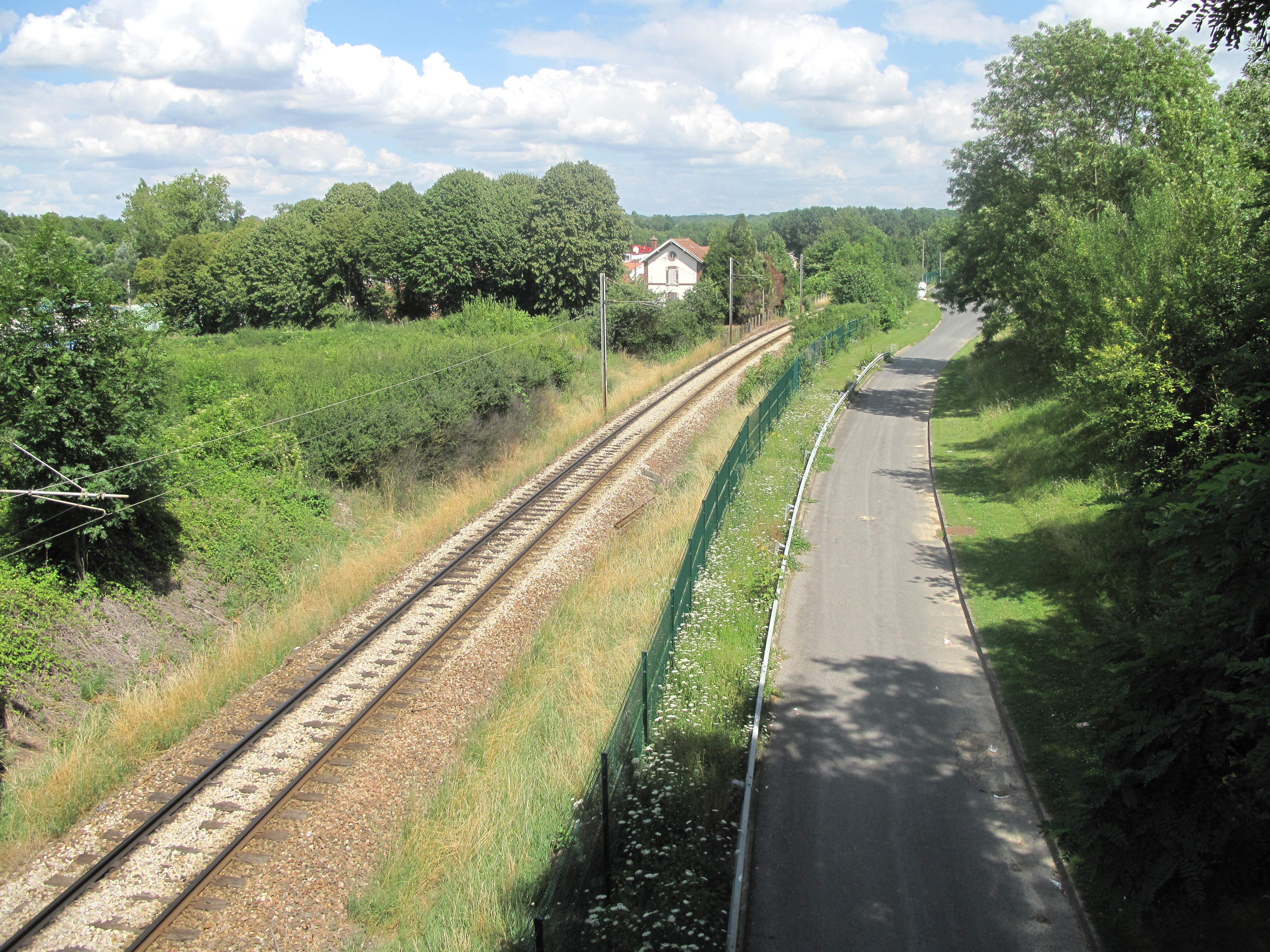
Vue de la ligne, depuis un pont d'Esbly, en juillet 2010.

La ligne, d'une longueur de 9,965 km, est tracée dans la vallée du Grand Morin. Au départ d'Esbly, le tracé décrit une vaste courbe jusqu’à Couilly-Pont-aux-Dames, puis se poursuit en alignement droit jusqu'à Crécy-la-Chapelle. Le profil de la ligne est relativement facile sauf au départ d'Esbly et Crécy où elle comporte des rampes jusqu'à 8 mm/m, limite acceptable par la traction vapeur.
Elle est dotée d'une voie unique, sans aucun garage de croisement sur le parcours. Elle comporte cinq points de desserte voyageurs, en plus de la gare d'Esbly sur la grande ligne de Strasbourg, soit une distance moyenne entre points d'arrêt de 2 475 m.
La liaison ferroviaire est électrifiée en 25 kV par fil trolley et possède une voie ferrée classique faisant partie du réseau ferré national, et une signalisation basée sur le compteur d'essieux. Par ailleurs, elle est, depuis le 28 janvier 2007, équipée du système de communication GSM-R, norme de liaison radio sol-train progressivement déployée sur le réseau ferroviaire français.
La vitesse limite de la ligne en 2012 pour les U 25500, les autorails et les trains V 120 est de 100 km/h.

## Gares et haltes

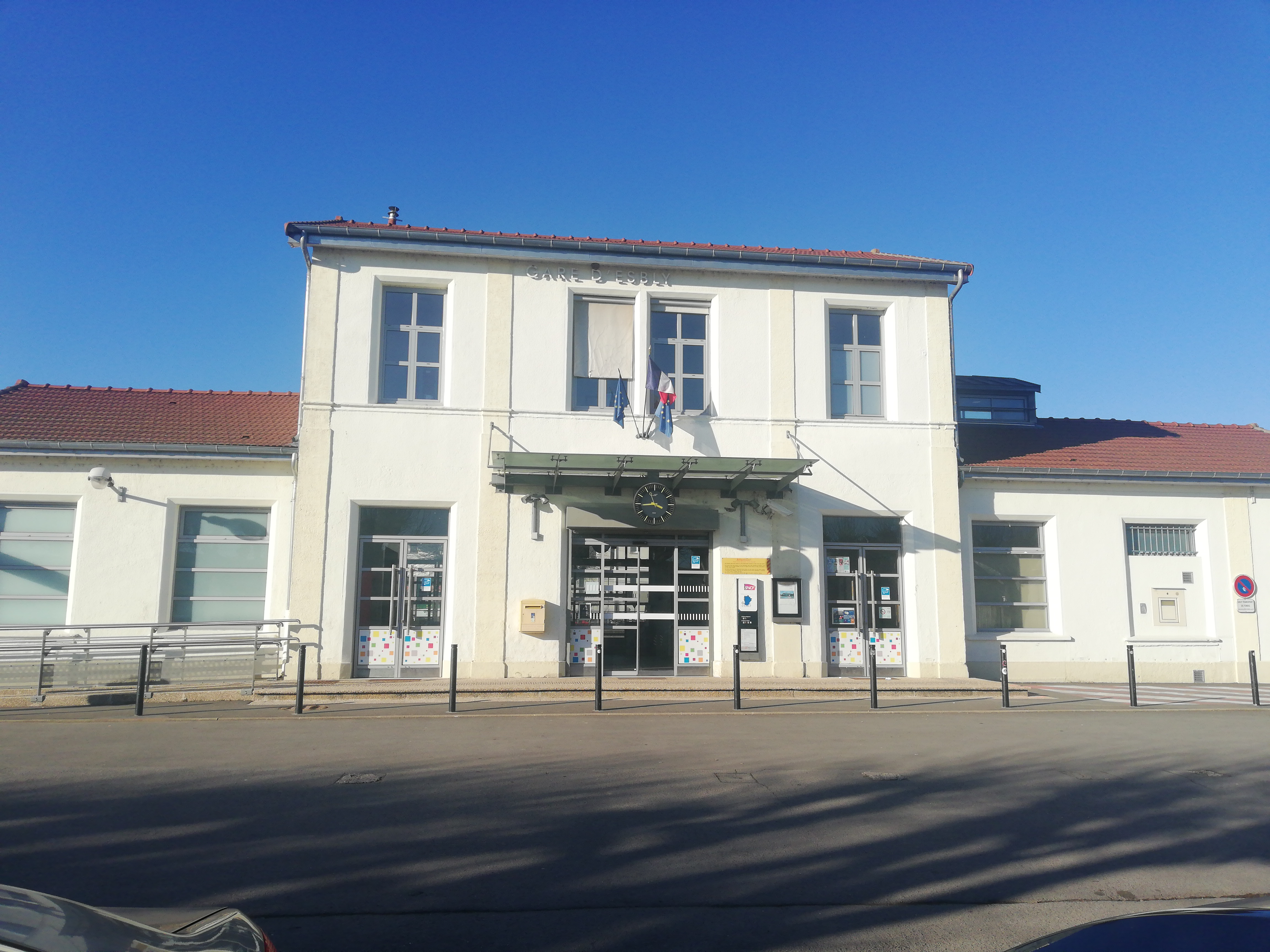
La gare d'Esbly, en février 2022.

### Liste des gares et haltes
La ligne T14 relie Esbly à Crécy-la-Chapelle en desservant huit communes, les gares de la ligne étant généralement à mi-chemin des bourgs de plusieurs communes. Elle bénéficie en gare d'Esbly d'une correspondance avec la ligne Paris - Meaux, qui la relie à Paris en une demi-heure.
Au départ de la gare d'Esbly, elle dessert successivement les gares de Montry - Condé, de Couilly - Saint-Germain - Quincy, de Villiers - Montbarbin et rejoint son terminus, la gare de Crécy-la-Chapelle.

## Ateliers
Le matériel roulant de cette liaison ferroviaire est entretenu au sein des ateliers du technicentre de Paris-Est, situé à Noisy-le-Sec en Seine-Saint-Denis, rénovés à l'occasion de la création du RER E.
Le site de maintenance dispose d'un atelier de visite de 210 mètres de long sur 90 mètres de large équipé de dix voies spécialisés : une dans le levage simultané, une autre dans la dépose d'organes, deux dans le nettoyage, deux autres sur fosse dédiées au tram-train et quatre dernières également sur fosse pour les autres matériels roulants. L'atelier dispose également de nacelles élévatrices mobiles ainsi que de ponts roulants. Il dispose également d'un faisceau extérieur sur lequel sont assurées les opérations de courte durée (dépannage) et de nettoyage. Il est composé de dix-neuf voies, chacune longue de 245 mètres : cinq voies sont sur fosse avec un accès aux toitures des trains et quatorze voies sur terre-plein dont quatre équipées de quais.

## Exploitation

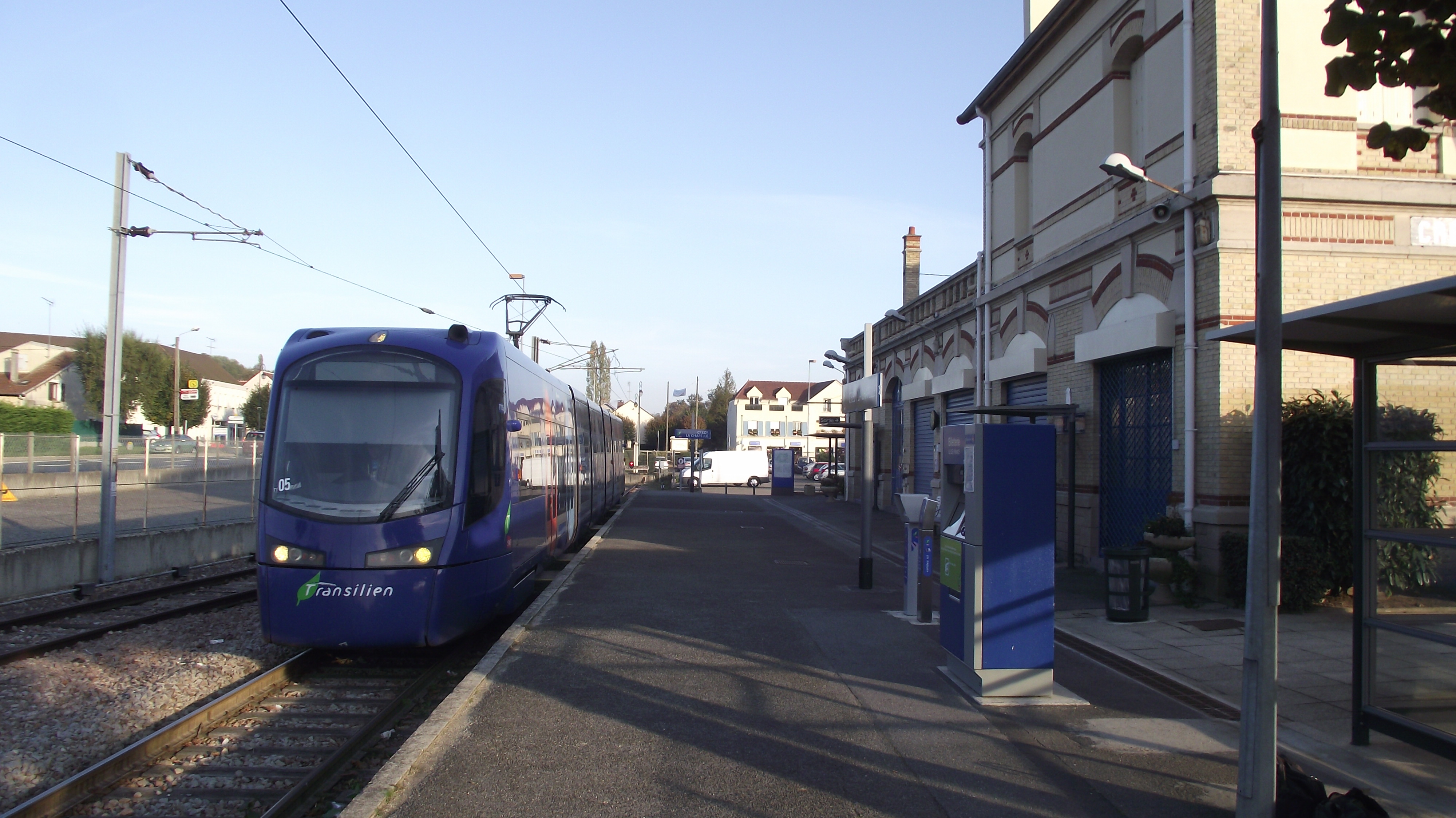
Un Avanto à la gare de Crécy-la-Chapelle.

La liaison Esbly - Crécy-la-Chapelle est une liaison ferroviaire entièrement exploitée par Stretto dans le cadre de la ligne 14 du tramway d'Île-de-France, qui fonctionne de 5 h à 22 h, à l'aide d'une des quinze rames tram-train U 53600/U 53700. Elle permet de relier les terminus en huit (direct) à treize minutes (omnibus). Du fait de l'absence de point de croisement sur la ligne, une seule rame peut y être engagée.
Aussi le système de cantonnement est basé sur le principe d'exploitation en navette par le biais d'un compteur d'essieux, comme sur nombre de lignes en impasse, interdisant l'expédition d'une deuxième circulation, engin de maintenance, par exemple, au moyen de la présentation de l'indication Carré sur le signal d'accès.

### Plan de transport
À partir du samedi 3 septembre 2011, au terme de la période de rodage débutée le 4 juillet 2011, les Avanto sont exploités selon de nouveaux horaires, avec entre autres, une extension de l'amplitude horaire de fonctionnement d'une heure en soirée. En effet, un départ supplémentaire d'Esbly et de Crécy a été créé en fin de service tous les jours de l'année : dernier départ d'Esbly à 22 h 6 au lieu de 21 h 8, dernier départ de Crécy à 22 h 37 au lieu de 21 h 30,,.
Depuis le 9 mars 2022, après une période d'essais les samedis 12 et 19 février 2022, les nouvelles rames Citadis Dualis de type tram-train circulant sur le T11 ont remplacé les Avanto.

#### Du lundi au vendredi
Du lundi au vendredi, l'exploitation de la liaison comprend désormais :
- entre 5 h et 8 h, deux trams-trains par heure omnibus entre Crécy et Esbly, un tram-train omnibus et un autre direct par heure entre Esbly et Crécy ;
- entre 8 h et 17 h, un tram-train par heure omnibus ;
- entre 17 h et 20 h, deux trams-trains par heure omnibus entre Esbly et Crécy, un tram-train omnibus et un autre direct par heure entre Crécy et Esbly ;
- entre 20 h et 22 h, un tram-train par heure omnibus.

Le renforcement par autocar assuré aux heures de pointe a été supprimé.

#### Samedis, dimanches et fêtes
Les samedis, dimanches et jours fériés, l'exploitation de la ligne comprend désormais toute la journée, un tram-train par heure. De ce fait, le service ferroviaire a été rétabli les dimanches et fêtes, et le service de substitution par autobus supprimé.

### Matériel roulant

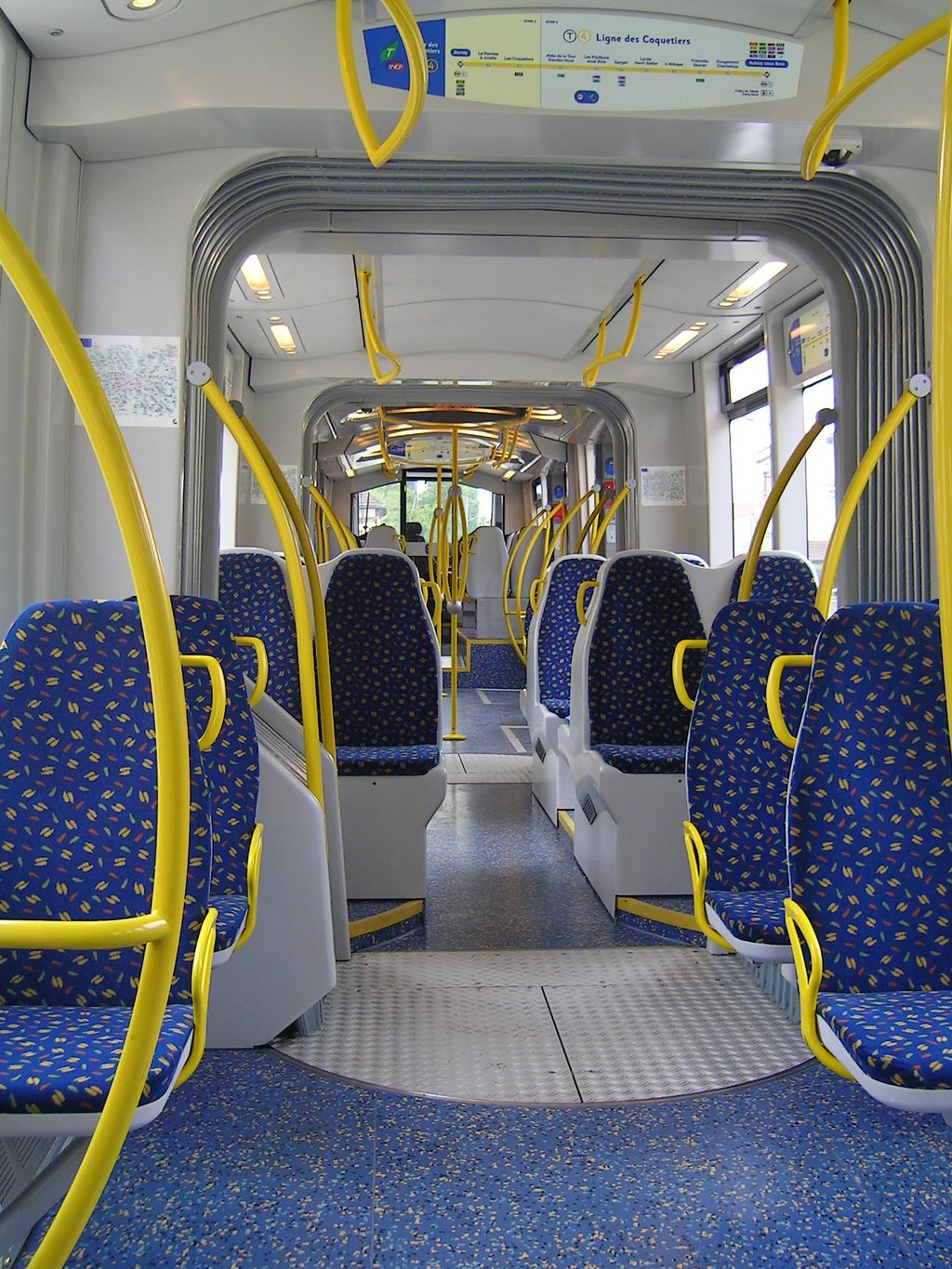
Vue intérieure d'une rame.

Le matériel roulant de la liaison Esbly-Crécy est le même que celui de la ligne de tram-train francilien T4, parce que le parc de rames est commun aux deux lignes,. De ce fait, les rames peuvent circuler indifféremment sur le T4 et sur la liaison Esbly-Crécy. Le parc de rames est composé de quinze rames U 25500 construites par Siemens sous le nom d'Avanto.
L'exploitation de la liaison Esbly-Crécy ne nécessite en 2011, l'utilisation que d'une seule rame. Néanmoins, la circulation en unité multiple est possible, mobilisant alors deux des quinze rames du parc.
Le matériel roulant Avanto a été choisi à la suite de l'appel d'offres lancé par la SNCF en 2001 pour équiper la ligne, et remporté par le constructeur allemand Siemens, pays dont provient le concept de tram-train. Ce fut le premier matériel de type tramway qui put circuler sur les voies de chemin de fer françaises.
Chaque rame est longue de trente-sept mètres est composée de cinq modules, offrant une capacité de 242 places dont 80 assises. Elles adoptent une livrée Transilien bleu nuit avec des berlingots de couleur au niveau des portes. La première rame a été livrée par voie routière en novembre 2005 et douze rames étaient disponibles pour la mise en service en novembre 2006. Le matériel est apte à une vitesse maximale de 100 km/h, qui est atteinte sur la ligne.
La rame TT07 a été baptisée Jérémy, en mémoire d'un jeune technicien de l'unité de production maintenance de Noisy-le-Sec décédé au cours d'un accident de la circulation en octobre 2006.
Depuis le 9 mars 2022, les nouvelles rames Citadis Dualis de type tram-train circulant sur le T4 et le T11 ont remplacé les Avanto.
Le parc est composé de trente rames U 53600 et U 53700 Alstom Citadis Dualis réparties sur le T4 et le T11. Cette version tram-train du Citadis, le Citadis Dualis, est un matériel électrique de 2,65 m de largeur et de 42 m de longueur, avec une charge à l'essieu de 11,5 tonnes. Il est capable de fortes accélérations et peut gravir des rampes de 65 ‰ ; il est doté d'un plancher plat à 38 cm de hauteur, et peut transporter 250 voyageurs. Le matériel est doté de la ventilation réfrigérée et d'un système d'affichage embarqué. La vitesse maximale est de 100 km/h.

### Le personnel d'exploitation
Depuis la mise en service des trams-trains sur la liaison Esbly - Crécy, la conduite des trains est assurée par des conducteurs Tram-Train (CRTT).
La gestion opérationnelle de la liaison Esbly - Crécy est assurée par le gestionnaire des moyens du centre d'exploitation de la ligne T4 basé à la station Gargan située sur cette ligne de tramway. Les agents contribuent ensemble à l'exécution du plan de transport de la liaison, en prenant si nécessaire les mesures visant à optimiser la gestion des moyens tant en matériel (trains) qu'en personnel (agents de conduite...), que ce soit en situation normale comme en situation perturbée. Le plan de transport traduit les souhaits exprimés par le STIF, l'autorité organisatrice des transports en Île-de-France en termes d'horaires, de dessertes des trains... et détermine entre autres la composition des trains (train court ou long).
Ils gèrent également les perturbations qu'elles soient d'origine interne à la SNCF (train en panne, train avarié...) ou d'origine externe (tirages de signaux d'alarme abusifs, vandalisme, agression, obstruction de la fermeture des portes, intempéries, accident de personne...), quitte à adapter le plan de transport afin de permettre un retour à la normale du trafic, le plus rapidement possible et dans les meilleures conditions, en supprimant le minimum de trains et en tentant de réduire les retards. De ce fait, il est également chargé de communiquer à la clientèle, les informations concernant l'état du trafic et, si nécessaire, ses conséquences sur le plan de transport (trains retardés, supprimés, mise en place de bus de remplacement), afin de pouvoir lui offrir la meilleure qualité de service possible.

## Trafic
La ligne voit transiter 850 voyageurs par jour en moyenne un jour de semaine.

## Projets

### Doublement de la voie à Couilly
Un projet de doublement de la voie, à hauteur de la gare de Couilly - Saint-Germain - Quincy est en cours. Il devrait permettre le croisement de deux rames, et par conséquent, le doublement des fréquences.

### Prolongement à Coulommiers
Selon la Chambre de commerce et d'industrie de Seine-et-Marne, le département aurait le projet de prolonger la ligne de Crécy à Coulommiers.

### Création d'une gare supplémentaire vers Pont-aux-Dames
En 2011, le conseil municipal de Couilly-Pont-aux-Dames a fait une demande de création d'une gare supplémentaire vers la zone commerciale des Marceaux. Cette demande est inscrite dans le schéma des déplacements au sein du Schéma de cohérence territoriale (SCoT) du Pays Créçois. Bien que cette demande subsiste, elle ne semble pas être retenue dans les projets de la SNCF.